# The Surface Tension
The Surface Tension war eine Progressive-Rock-/Jazzcore-Band aus München.

## Geschichte
Die Band wurde 1988/1989 von Stefan Koglek, Ian John Hudsun (Roman Bichler), Flo Dietz und Tim Höfer gegründet. 1991 veröffentlichte die Formation in Eigenproduktion ihr erstes Vinyl-Album Invar Vigandun, das 1995 beim Label Enlightment Music als CD-Album neu aufgelegt wurde. Bereits ein Jahr darauf erschien bei Luxus Musik das zweite Album. Nachdem Frontmann Stefan Koglek und Schlagzeuger Tim Höfer die Band verlassen hatten und zusammen mit dem Ex-Organized Noise-Bassisten Christian Wiesner Colour Haze gründeten, übernahm Bichler auch den Leadgesang. 1995 erschien ein weiteres Album mit dem Titel Phoenix. Danach löste sich die Band auf.

## Diskografie
Alben
- 1991: Invar Vigandun (Eigenproduktion; CD-Neuauflage 1995 bei Enlightment Music)
- 1992: Psychotic Movement to the Hyperbolic Light (Luxus Musik)
- 1995: Phoenix